# Fourier-sor
Legyen {\displaystyle f\in R_{[2\pi ]}} egy {\displaystyle \mathbb {R} }-en értelmezett, {\displaystyle 2\pi } periódusú és a {\displaystyle \left[0,2\pi \right]} intervallumon Riemann-integrálható függvény. Ekkor az {\displaystyle f} Fourier-során (ejtsd: Furié) a következő függvénysort értjük:
{\displaystyle f(x)\sim {\frac {a_{0}}{2}}+\sum _{k=1}^{\infty }\left(a_{k}\cos kx+b_{k}\sin kx\right)},
ami a következőképpen olvasandó: „az {\displaystyle f} függvény Fourier-sora …”.  
Röviden az {\displaystyle f} {\displaystyle 2\pi } szerint periodikus függvény Fourier-sora {\displaystyle f}-et megszámlálható sok trigonometrikus függvény összegeként állítja elő. 
Ha előáll ilyen alakban a függvény (azaz egyenlőség áll fent), akkor ez az egyetlen együttható-sorozat, amire ez igaz, vagyis az előállítás egyértelmű.  

## Fourier-együtthatók
Az együtthatókat megadó képletek:
{\displaystyle a_{k}={\frac {1}{\pi }}\int _{0}^{2\pi }f(x)\cos kx\,{\text{d}}x} {\displaystyle \left(k=0,1,2\dots \right)}
és
{\displaystyle b_{k}={\frac {1}{\pi }}\int _{0}^{2\pi }f(x)\sin kx\,{\text{d}}x} {\displaystyle \left(k=1,2,\dots \right)}.
Az {\displaystyle \left\{a_{k}\right\}_{k\geq 0}} és {\displaystyle \left\{b_{k}\right\}_{k\geq 1}} számokat az {\displaystyle f} függvény Fourier-együtthatóinak nevezzük.
Ha {\displaystyle f} páros függvény, akkor {\displaystyle b_{k}=0} és
{\displaystyle a_{k}={\frac {2}{\pi }}\int _{0}^{\pi }f(x)\cos kx\,{\text{d}}x}.
Ha {\displaystyle f} páratlan függvény, akkor {\displaystyle a_{k}=0} és
{\displaystyle b_{k}={\frac {2}{\pi }}\int _{0}^{\pi }f(x)\sin kx\,{\text{d}}x}.